# Thomas H. Ince
Thomas Harper Ince (født 16. november 1880, død 19. november 1924) var en amerikansk filmskaber i stumfilmæraen. Ince var kendt som "The Father of the Western" og producerede mere end 800 film.
Ince revolutionerede filmindustrien ved at skabe det første store Hollywood-studie og opfandt filmproduktion ved at introducere " samlebånds-systemet E i skabelsen af film. Han byggede som den første filmmogul sit eget filmstudie kaldet "Inceville" i Palisades Highlands i Los Angeles. Ince var også medvirkende til at udvikle rollen som filmproducer. Tre af hans film, The Italian (1915), som han skrev manuskriptet til, Præsten fra Byen Blace-Center (Hell's Hinges, 1916) og Menneskehedens Svøbe (Civilization, 1916), som han instruerede er udvalgt til bevaring af det amerikanske National Film Registry. Han indgik senere et partnerskab med D.W. Griffith og Mack Sennett for at danne Triangle Motion Picture Company, der i dag er en del af Sony Pictures. Han byggede senere et nyt studie omkring en kilometer fra Triangle, hvor Culver Studios i dag er beliggende.
Inces døde i en alder af 44 år på højden af sin karriere, efter at han blev alvorligt syg ombord på mediemagnaten William Randolph Hearsts private yacht. Den officielle dødsårsag var hjertesvigt, men dødsfaldet har forårsaget mange spekulationer og konspirationsteorier.

## Liv og karriere
Thomas Harper Ince blev født den 16. november 1880 i Newport, Rhode Island som den mellemste af tre sønner og en datter af de engelske immigranter, John E. og Emma Ince. Hans far var født i Wigan, i Lancashire i 1841, og var den yngste af ni drenge, der meldte sig til den britiske flåde som "krudtaber" ("powder monkey") og som senere afmønstrede i San Francisco, hvor han arbejdede som journalist og kulminearbejder. Omkring 1887, da Ince var omkring syv, flyttede familien til Manhattan for at finde arbejde på teatrene. Inces far arbejdede som både skuespiller og musikalsk agent, og hans mor, Ince selv, søsteren Bertha og brødrene, John og Ralph arbejdede alle som skuespillere. Ince fik sin Broadway- debut som 15-årig i en lille rolle i James A. Hernes skuespil Shore Acres. Han fik også arbejde som kontordreng for teaterchefen Daniel Frohman. Han dannede senere et mislykket vaudeville- selskab, "Thomas H. Ince and His Comedians", i Atlantic Highlands, New Jersey. I 1907 mødte Ince skuespillerinden Elinor Kershaw ("Nell"), og parret blev gift den 19. oktober samme år. De fik tre børn.
Inces karriere indenfor film begyndte i 1910 efter et tilfældigt møde i New York City med en medarbejder fra hans gamle skuespillertrup, William S. Hart, hvilket ledte til en skuespillerrolle for The Biograph Company, der var drevet af Inces kommende kompagnon, D.W. Griffith. Griffith var imponeret over Ince og ansatte ham som produktionskoordinator hos Biograph. Dette førte til arbejde med at koordinere produktioner hos Carl Laemmles Independent Motion Pictures Co. (IMP). Samme år var en instruktør hos IMP ikke i stand til at færdiggøre arbejdet med en lille spillefilm, og Ince tilbød at gøre filmen færdig som instruktør. Laemmle var imponeret over den unge mand og sendte ham til Cuba for at lave enkelt spolet spillefilm med sine nye stjerner, Mary Pickford og Owen Moore, uden for rækkevidde af Thomas Edisons Motion Picture Patents Company - et selskab, der forsøgte at opnå monopol i filmbranchen og bekæmpede alle uafhængige produktionsselskaber.
Konflikten mellem Edisons Motion Picture Patents Co. og den uafhængige branche intensiveredes, og Ince vurderede, at det var nødvendigt at flytte til Californien for at undslippe presset fra Edisons firma. Ince fandt ud af, at skuespiller-finansmanden Charles O. Baumann (1874-1931), der ejede New York Motion Picture Company (NYMP) sammen med skuespiller-forfatteren Adam Kessel, Jr. (1866-1946) havde etableret et studie på vestkysten ved navn Bison Studios i Edendale (det nuværende Echo Park) for at lave westerns. Ince ønskede at få jobbet som instruktør af disse westernfilm, og han mødte herefter op på Baumanns kontor og bad om jobbet.
Sammen med sin unge hustru og et lille følge af filmfolk flyttede Ince til Bison Studios for at begynde arbejdet med det samme. Han måtte dog konstatere, at studiet ikke var andet end et "stykke land, der kun var prydet af en fireværelses bungalow og en lade."

### Inceville
Inces ambitioner fik ham hurtigt til at forlade Edendales snævre grænser og finde et sted, der ville give ham større plads og variation. Han slog sig ned på et landområde på 190 hektar (1,9 km2) kaldet Bison Ranch beliggende ved Sunset Blvd. og Pacific Coast Highway i Santa Monica Mountains, som han lejede på dagsbasis. I 1912 havde han tjent penge nok til at købe ranchen og fik tilladelse af NYMP til at leje yderligere 7.300 hektar (73 km2) i Palisades Highlands, hvorefter Ince byggede sit første filmstudie.
"Miller 101 Bison Ranch Studio", som Millers døbte "Inceville" (senere omdøbt til "Triangle Ranch") var det første filmstudie af sin slags. Studiet indeholdt scener, produktionskontorer, trykkerier, en stor kantine til at servere frokost til hundredvis af arbejdere, omklædningsrum, kulisse-huse, kunstfærdige sæt og andre fornødenheder – alt samlet på ét sted. Mens stedet var under opførelse, lejede Ince også wild west showet "101 Ranch and Wild West Show" og bragte hele truppen fra Oklahoma ud til Californien via tog. Showet bestod af 300 cowboys og cowgirls; 600 heste, kvæg og bisoner og en hel Sioux-stamme med 200 personer, der opsatte deres tipier på ejendommen. De blev derefter omdøbt til "The Bison-101 Ranch Co.", og specialiserede sig i at lave westerns udgivet under navnet World Famous Features.

Da byggeriet var afsluttet, var gaderne i området omgivet af alle mulige strukturer; fra ydmyge hytter til palæer, der efterlignede forskellige landes stil og arkitektur. Omfattende udendørs western-sæt blev bygget og brugt på stedet i flere år. Ifølge Katherine La Hue i bogen, Pacific Palisades: Where the Mountains Meet the Sea :
Ince investerede $35.000 i bygninger, scener og scener... lidt af Schweiz, en puritansk bosættelse, en japansk landsby... længere nede lå en gammel brigantine for anker; udskårne mænd var spredt ud over skibets sider, og på kysten galoperede cowboys rundt og snurrede deres lassoer i jagten på vildfarent kvæg... Hovedbesætningerne blev holdt i bakkerne, hvor Ince også dyrkede foder og grøntsager. Forsyninger af enhver art var nødvendige for at huse og brødføde en veritabel hær af skuespillere, instruktører og underordnede.
Mens cowboys, indianere, statister og forskellige håndværkere boede i Inceville, kom skuespillerne fra Los Angeles og andre byer og tog de røde trolleybusser til Long Wharf ved Temescal Canyon, hvor hestevogne kørte dem det sidste stykke.
Ince boede i et hus i Inceville og styrede produktionsenhederne. Han ændrede måden, som film blev lavet på ved at organisere produktionsmetoder i et fast defineret disciplineret system for filmproduktion. Inceville blev en prototype for fremtidens filmstudier i Hollywood, med en studieleder (Ince), producenter, instruktører, produktionsledere, produktionspersonale og forfattere, der alle arbejdede sammen under én organisation (enhedssystemet) og under supervision af en General Manager, Fred J. Balshofer.
Før dette styrede instruktøren og kameramanden produktionen af filmen, men Ince satte producenten til at stå for filmen fra start til slutprodukt. Han definerede producentens rolle i både kreativ og industriel forstand. Han var også en af de første til at hyre en separat manuskriptforfatter, instruktør og filmklipper (i stedet for at instruktøren gjorde alt selv). I 1913 var konceptet om produktionslederen blevet skabt. Efter denne justering steg studiets ugentlige filmproduktion fra en til to film, og senere til tre to-spole film, udgivet under navne som "Kay-Bee" (Kessel-Baumann), "Domino" (komedie) og "Broncho" (westerns). Filmene blev skrevet, produceret, klippet og samlet med det færdige produkt leveret inden for en uge. Ved at gøre det muligt at lave mere end én film ad gangen, decentraliserede Ince processen med filmproduktion for at imødekomme den stigende efterspørgsel fra biografteatrene. Dette var begyndelsen til det samlebåndssystem, som alle studier til sidst tog i brug.
Med denne model, udviklet mellem 1913 og 1918, fik Ince som generaldirektør gradvist endnu mere kontrol over filmproduktionsprocessen som generaldirektør. Alene i 1913 lavede han over 150 to-spole film, for det meste westerns, og forankrede dermed genrens popularitet i årtier. Mange af Inces film blev rost i Europa, men mange amerikanske kritikere delte ikke denne. Et eksempel er Slaget ved Gettysburg (fem-spolefilm fra 1913), som var populær i Europa, men som fik blandede anmeldelser i USA. Den for datiden lange film var med til at bringe idéen om spillefilmen på mode. En anden vigtig tidlig film for Ince var The Italian (1915), som skildrede immigrantlivet på Manhattan. To af hans mest succesrige film blandt hans første var War on the Plains (1912) og General Custers sidste Kamp (1912), hvor mange blandt de optrædende indianere havde været med i kampen.
Selvom han var den første producer-instruktør og instruerede de fleste af sine tidlige produktioner, stoppede Ince i 1913 med fuldtidsinstruktion for at koncentrere sig om at producere, og overlod i stedet instruktionen til sine proteger som Francis Ford og hans bror John Ford, Jack Conway, William Desmond Taylor, Reginald Barker, Fred Niblo, Henry King og Frank Borzage. Ince opdagede også mange talenter, herunder hans gamle skuespillerven, William S. Hart, som han dog senere blev uenig med om fordeling af overskud. Den 16. januar 1916, få dage efter åbningen af hans første studie i Culver City, udbrød der brand i Inceville. Ince opgav studiet og solgte det til Hart, som omdøbte det til "Hartville".

### Ince-Triangle Studios
I 1915 blev Ince betragtet som en af de bedst kendte producer-instruktører. Omkring dette tidspunkt bemærkede ejendomsmogulen Harry Culver, at Ince indspillede en western i Ballona Creek. Culver var imponeret over Inces kunnen, og han overbeviste Ince om at flytte fra Inceville og flytte til det, der skulle blive Culver City. Efter Culvers råd forlod Ince NYMP og gik den 19. juli sammen med DW Griffith og Mack Sennett for at danne The Triangle Motion Picture Company baseret på deres prestige som producere. Selskabet opførte den trekantede bygning Triangle på 10202 West Washington Boulevard (som senere blev til MGM Studios og i dag Sony Pictures Studios) blandt andet ved hjælp af indtægterne fra Griffiths kassesucces En nations fødsel.
Triangle var et af de første vertikalt integrerede filmselskaber. Ved at kombinere produktion, distribution og biograf under ét tag skabte partnerne det mest dynamiske studie i Hollywood. Triangle tiltrak datidens instruktører og stjerner, herunder inklusive Pickford, Lillian Gish, Roscoe "Fatty" Arbuckle og Douglas Fairbanks, Sr. De producerede også nogle af de mest kendte film fra den stumfilmæraen, herunder komedieserien med The Keystone Cops, og distribuerede film fra en række andre studier via Triangle Distributing Corporation.
Selvom Ince er krediteret som instruktør på mange af Triangles film, var han alene supervisor på filmproduktionen og arbejdede primært som executive producer. Et af hans vigtige film som instruktør er Menneskehedens Svøbe (1916), en episk bøn om fred og amerikansk neutralitet, der foregår i et mytisk land og er dedikeret til mødrene til dem, der døde i Første Verdenskrig. Filmen konkurrerede med Griffiths berømte epos, Intolerance og solgte flere biletter end denne.
Ince tilføjede et par scener og en administrationsbygning til Triangle Studios, før han i 1918 solgte sine aktier til Griffith og Sennett. Tre år senere blev studierne opkøbt af Goldwyn Pictures, og i 1924 blev anlægget benyttet som Metro-Goldwyn-Mayers studier.

### Thomas H. Ince Studios
Efter sin udtræden af Triangle sluttede Ince sig til konkurrenten Adolph Zukor for at danne Paramount-Artcraft Pictures (senere Paramount Pictures). Han længtes dog efter at vende tilbage til at drive sit eget studie. Den 19. juli 1918, efter Samuel Goldwyns erhvervelse af Triangle-grunden, købte han af Culver en 57.000 m 2 stor grund ejendom på 9336 West Washington Blvd., hvor han etablerede Thomas H. Ince Studios, som fungerede fra 1919 til 1924. Da Ince fik ideen om at bygge sit eget studie, ønskede han, at det skulle være anderledes end de andre. Han overvejede at bygge en administrationsbygning som en kopi af George Washingtons hjem ved Mount Vernon. Den resulterende administrationsbygning, kendt som "The Mansion", var den første bygning på grunden.
Bagved den imponerende administrationsbygning var cirka 40 bygninger, hvoraf de fleste var designet i kolonistil. En lille gruppe bungalows, bygget til forskellige filmstjerner og designet i stilarter, der var populære i 1920'erne og 30'erne, blev bygget på den vestlige side af grunden. I 1920 var opført to glasscener, et hospital, brandvæsen, reservoir/swimmingpool m.v. Samme år tog præsident Woodrow Wilson en rundtur i studierne, ligesom kongen og dronningen af Belgien gjorde, sammen med deres søn, prins Leopold.
Ince producerede løbende film på grunden. På dette tidspunkt havde Ince forladt produktion af westerns til fordel for sociale dramaer, og han lavede et par betydningsfulde film, herunder Anna Christie (1923), baseret på Eugene O'Neills skuespil og Kokain (1923), som var en tidlig anti-narkofilm med Dorothy Davenport (enke efter den narko-afhængige stjerne Wallace Reid).
Selvom Ince fik sine film distribueret gennem Paramount og MGM, havde han ikke længere samme indflydelse som tidligere. For at genvinde noget af sin tidligere position i Hollywood grundlagde han i 1919 sammen med flere andre uafhængige filmfolk (især hans gamle partner i Triangle, Mack Sennett, og Marshall Neilan, Allan Dwan og Maurice Tourneur) det uafhængige udgivelsesfirma, Associated Producers, Inc., for at distribuere deres film. Associated Producers blev dog allerede i 1922 slået sammen med First National i 1922.
Selvom Ince stadig lavede væsentlige film, begyndte studiesystemet at overtage Hollywood. På trods af Inces forsøg på at holde sig uafhængig, var der ikke megen plads til uafhængige producenter i branchen, og Ince kunne ikke genvinde den magtfulde status, han engang havde haft i branchen. Han forsøgte i 1921 med en række andre uafhængige producenter at danne Cinematic Finance Corporation, der ydede lån til producenter, men firmaet blev en begrænset succes.
Ince døde i 1924. Året efter blev studiet sammen med Pathé America solgt til Inces ven Cecil B. DeMille, der (sammen med bl.a. produceren Howard Hughes) havde haft kontor på studiet. Cirka fire år senere solgte DeMille studiet til Pathé, og studiet blev kendt som Pathé Culver City Studio. Efter en række fusioner blev studiet i 1928 til RKO /Pathé. I 1957 blev yderligere en række studier fusioneret ind i studiet, herunder Desilu Culver, Culver City Studios, Laird International Studios m.fl.
I 1991 købte Sony Pictures Entertainment ejendommen med det formål at placere sine tv-produktioner der. Sony omdøbte stedet til Culver Studios og solgte i 2004 studiet videre. Det er i dag hjemsted for Mel Brooks' Brooksfilms. Gaden ved studiet hedder i dag Ince Boulevard.

## Død
Inces død i alder af 44 år har været omgivet af spekulationer og skandale med rygter om mord, jalousi og fortielser. Den officielle dødsårsag var hjertesvigt, og selv om flere af hans bekendte (herunder hans enke Nell) bekræftede, at hans svigtende helbred førte til hans død, fortsatte rygterne og sensationslysten årtier senere, bl.a. drevet af filmen The Cat's Meow fra 2001.
Ince havde i slutningen af 1924 forhandlet en aftale med William Randolph Hearst, hvorefter Hearsts Cosmopolitan Productions ville leje Inces studie. Lørdag den 15. november besøgte Hearst Inces hjem, hvor han inviterede Ince til et weekendkrydstogt på sin yacht Oneida for at fejre Inces fødselsdag og for at få de sidste detaljer på plads i Cosmopolitan-aftalen.
Ifølge Inces enke, Nell, tog Ince et tog til San Diego, hvor han sluttede sig til de andre gæster den følgende morgen. Blandt gæsterne på Hearsts lystyacht var en række kendte skuespillere og jetsettere fra Hollywood, deriblandt Hearsts elskerinde, den 27-årige hollywoodstjerne Marion Davies, Charlie Chaplin og Inces elskerinde, hollywoodstjernen Margaret Livingstone, Ved middagen søndag aften fejrede gruppen Inces fødselsdag, men kort tid efter fik Ince et ildebefindende på grund af sit indtag af saltede mandler og champagne, som han ikke kunne tåle, da han havde mavesår. Krydstogtet fandt sted under forbudstiden, og alkohol og champagne var under alle omstændigheder forbudt. Da selskabet kom i land rejste Ince hjem med toget, men stod af i Del Mar, hvor han blev bragt til et hotel og fik medicinsk behandling af en læge og en sygeplejerske. Ince tilkaldte derefter Nell og sin personlige læge, Dr. Ida Cowan Glasgow, med Inces ældste søn William ledsaget af dem. Gruppen rejste med tog til hans hjem i Los Angeles, hvor Ince døde. Nell sagde, at Ince var blevet behandlet for brystsmerter forårsaget af angina pectoris, men år senere blev hans søn William læge og sagde, at hans fars sygdom lignede trombose.
Dr. Glasgow underskrev dødsattesten og angav hjertesvigt som dødsårsagen. Dødsfaldet var spektakulært og gav straks anledning til spekulationer og rygter. Forsiden af Los Angeles Times onsdag morgen havde overskriften: '"Filmproducer skudt på Hearsts Yacht!", men overskriften forsvandt i aftenudgaven og få dage efter, den 20. november, trykte avisen Inces nekrolog, der angav hjertesygdom som dødsårsag i kombination med hans svigtende helbred som følge af en bilulykke to år tidligere. En måned senere rapporterede New York Times, at San Diego-distriktsadvokaten havde meddelt, at Inces død var forårsaget af hjertesvigt, og at det ikke var nødvendigt med yderligere undersøgelser. Både Ince og hans kone var praktiserende teosofer, som foretrak kremering og havde arrangeret det længe før hans død. Der opstod rygter om, at enken Nell forlod USA umiddelbart efter Inces død, men hun rejste først til Europa ca. syv måneder senere i juli 1925.
Imidlertid cirkulerede flere modstridende historier om hændelsen, der ofte kredsede om en påstand om, at Hearst skød Ince i hovedet efter at have forvekslet ham med Charlie Chaplin. Chaplins assistent, Toraichi Kono, hævdede at have set Ince, da han kom i land på en båre i San Diego. Kono fortalte sin japanske hustru, at Inces hoved "blødte fra et skudsår." Historien spredte sig hurtigt i det japanske samfund i hele Beverly Hills. Marion Davies nevø fortalte en lignende historie til Orson Welles, som igen fortalte den til Peter Bogdanovich, der senere instruerede The Cat's Meow, der gengiver historien. Hollywoodstjernen Elinor Glyn, som også var ombord på Oneida, fortalte Eleanor Boardman, at alle ombord på yachten var blevet svoret til hemmeligholdelse om begivenhederne, hvilket tydede på, at det ikke var et dødsfald af naturlige årsager. Los Angeles Times rapporterede imidlertid fra Inces begravelse og skrev, at Inces kiste var åben i en time "for at give venner og studiemedarbejdere råd til at give et sidste glimt af den mand, de elskede og respekterede", uden at nogen vidner nogensinde har nævnt et skudsår.

## Filmografi, plakater og avisannoncer
se Thomas H. Ince filmografi
- The Battle of Gettysburg(1913)
- Gudernes Vrede(1914)
- The Italian(1915)
- Walter Egan (1916)
- The Phantom (1916)
- Triangle-Keystone-komedier (1916)
- The Aryan(1916)
- Menneskehedens Svøbe(1916)
- Menneskehedens Svøbe Freds sang (1916)
- Menneskehedens Svøbe(1916)
- Præsten fra Byen Blace-Center(1916)
- Aloha Oe (1916)
- Vildkatten fra New York (1916)
- False to the Finish (1917)
- Haunted by Himself (1917)
- Her Busted Debut (1917)
- Mystic Faces (1918)
- Wagon Tracks (1919)
- Child of M'sieu (1919)
- Silk Hosiery (1920)
- Her Husband's friend (1921)
- Lorna Doone (1922)